# Адіюх
Адіюх (рос. Адиюх) — село (з 1988 до 2005 селище міського типу), підпорядковане місту Нальчик Кабардино-Балкарії Російської Федерації.
Входить до складу муніципального утворення міський округ Нальчик. Населення становить 1902 особи.

## Населення
| 2002 | 2010  |
| ---- | ----- |
| 1578 | ↗1902 |